# 加護
| ウィキペディアには「加護」という見出しの百科事典記事はありません（タイトルに「加護」を含むページの一覧/「加護」で始まるページの一覧）。 代わりにウィクショナリーのページ「加護」が役に立つかもしれません。 |